# Felsberg GR
| GR ist das Kürzel für den Kanton Graubünden in der Schweiz. Es wird verwendet, um Verwechslungen mit anderen Einträgen des Namens Felsberg zu vermeiden. |

Historisches Luftbild des Ortsteils Altdorf von 1923 von Walter Mittelholzer – am rechten Bildrand das alte Schulhaus und heutige Gemeindehaus

Felsberg, historisches Luftbild von Werner Friedli (1954)

Felsberg (rätoromanisch Favugnⓘ) ist eine politische Gemeinde im Schweizer Kanton Graubünden. Sie gehört zur Region Imboden und liegt unmittelbar westlich von Chur.

## Geographie
Unmittelbar nördlich des Ortes erhebt sich der Gebirgsstock des Calanda, der im Felsberger Calanda eine Höhe von 2697 m ü. M. erreicht. An seiner Südflanke befindet sich die Rinderalp «Felsberger Älpli». Die erwachsenen Tiere werden auf der im Jahr 1831 von der Gemeinde gekauften Alp Tambo beim Splügenpass gesömmert.
Aufgrund seiner Lage war Felsberg immer wieder von Bergrutschen bedroht. So wurde nach einem Felssturz 1834 und insbesondere im Jahr 1843 der neu gegründete Ortsteil «Neudorf» weiter vom Hangfuss entfernt errichtet. Dies war möglich geworden durch die Rheinkorrektur des Ingenieurs Richard La Nicca. Zuvor war der Rhein für das Dorf die weit grössere Bedrohung als der Calanda gewesen. Weitere bedrohliche Felsabbrüche im Bereich des Altdorfes blieben aus. Deshalb blieb das Altdorf weiter bewohnt.
Im Geröll eines Bergsturzes von 1803 entdeckte man Goldspuren. Die Bergwerksgesellschaft «zur goldenen Sonne» wurde 1809 gegründet, und 1813 wurden 72 Dublonen aus der Mine «Filden» geprägt. An die «goldene Sonne» erinnert der Wein aus dem gleichnamigen Felsberger Rebberg.
Die Gemeinde Felsberg grenzt an die Bündner Gemeinden Chur, Domat/Ems und Tamins sowie an die St. Galler Gemeinde Pfäfers.

## Geschichte

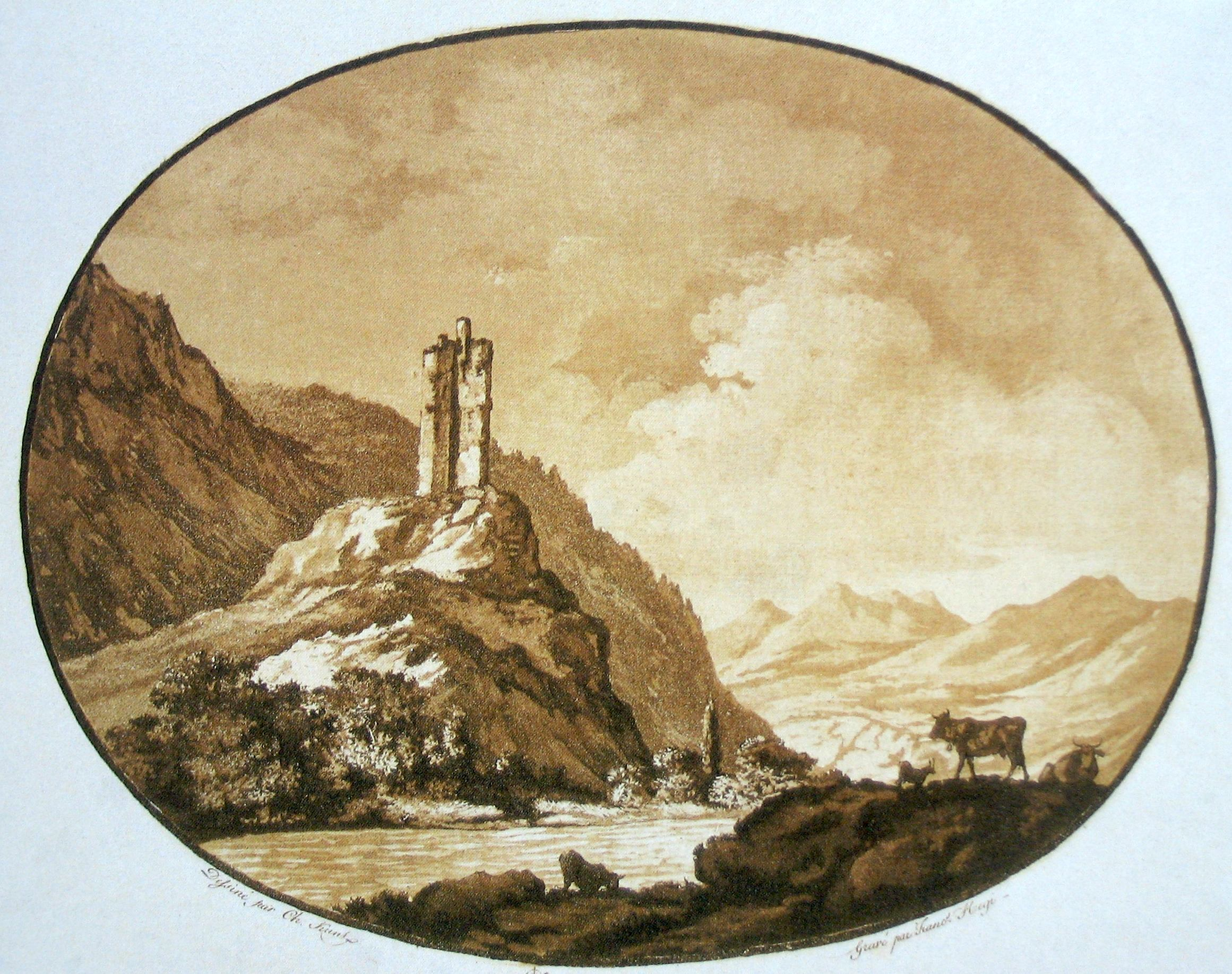
Ruine Felsberg, heute nicht mehr vorhanden

Der Ort wurde 831 erstmals als Villa Fagonio erwähnt, die Kirche im Jahre 1305. Der deutschsprachige Name stammt vom Hügel hinter dem Gemeindehaus (Berg im Felde, Veltsperg, hat nichts mit Fels zu tun).
Funde aus dem Neolithikum in der Kessihöhle und in der Tgilväderlishöhle lassen auf eine Besiedlung um 2000 v. Chr. schliessen. Einzelfunde sind aus der Bronzezeit (Schwert, Dolch mit gegossener Grifftülle), ein Hallstattzeitliches Tongefäss aus dem 7. Jahrhundert v. Chr. zu verzeichnen.
Die im 15. Jahrhundert verlassene Burg Felsberg war wohl von den Herren von Frauenberg gebaut worden, die bis zu Beginn des 14. Jahrhunderts für das Kloster Reichenau grundherrlichen Rechte ausübten. Letzte Mauerreste fanden im 19. Jahrhundert Verwendung beim Wuhr- und Schulhausbau. Herrschaftsrechte und Burg gingen um 1315 an die Grafen von Werdenberg-Sargans, 1368 an Ulrich II. Brun von Rhäzüns. Felsberg teilte danach die politische Geschichte der Herrschaft Rhäzüns. Das um 1535 zur Reformation übergetretene Felsberg wurde früh germanisiert. Die Kirche ist 1305, das Thomas-Patrozinium 1481 erwähnt. Zum Kirchspiel gehörte bis 1526 Says. Die heute reformierte Kirche ist ein spätgotischer Neubau aus dem frühen 16. Jahrhundert.
Anno 1819 gelangte die Herrschaft über Felsberg an den Kanton Graubünden. Bei der Kreiseinteilung 1851 wurde das Gericht Rhäzüns Felsberg zum Kreis Trins geschlagen. Wiederholte Bergstürze zwischen 1832 und 1850 erzwangen die Verlegung eines Grossteils des Dorfes nach Osten aus der Gefahrenzone heraus. Die Bürgerversammlung beschloss eine Verlegung der Siedlung und die Bündner Regierung schätzte die Kosten auf 421'296 Bündner Gulden. Geldsammlungen im In- und Ausland brachten 70'500 Gulden und 8000 Gulden kamen von der Kantonsregierung. Die zunächst erstellten Baracken sollten später einem Dorf mit Schulhaus und Kirche weichen. Die subventionierten Fundamente für etwa 50 Häuser wurden erstellt. Nur wenige davon wurden bebaut; die Felsberger zogen mehr und mehr lieber in ihre alten Häuser im Altdorf zurück. Danach entspann sich eine Rivalität zwischen dem Neudorf und dem Altdorf. Lange Zeit verweigerte die Gemeinde gar den Bau einer Wasserleitung zur Erstellung von Brunnen im Neudorf. Die Bündner Regierung drohte schliesslich 1862 mit einer Zwangserstellung auf Gemeindekosten. Trotzdem erfolgte der Bau erst 20 Jahre später.
Neben der Landwirtschaft wurden bis ins 19. Jahrhundert Holz und Waren auf dem Rhein bis nach Rheineck geflösst. Kleinere Goldvorkommen am Calanda wurden im frühen 19. Jahrhundert abgebaut und daraus etwa 100 Bündner Dublonen geprägt. 1832 kaufte Felsberg die Alp Tambo bei Splügen. Weinbau, der 1910 aufgegeben worden war, wird seit 1973 wieder betrieben. 1796 bis 1817 bestand in Felsberg eine Indienne-Baumwollfabrik. 1817 bis 1910 stellte die Glockengiesserei Theus über 220 Glocken her, unter anderen das Geläute der Churer St. Martinskirche. Seit 1898 befindet sich in Felsberg eine Orgelbaufirma. In dem im Jahr 2001 aufgegebenen Steinbruch Calinis östlich des Dorfes wurde nach einem Gestaltungswettbewerb eine Solaranlage erstellt und am 30. Juni 2020 eingeweiht. Die 2,3 Millionen Franken teure Anlage liefert pro Jahr rund 1,6 Gigawattstunden Strom. Am Ende des 20. Jahrhunderts waren rund 70 Prozent Wegpendler, vor allem nach Chur und in die Ems-Chemie AG. Seit 2001 besteht eine Partnerschaft zur Gemeinde Felsberg in Hessen.

### Brücken und Hochwasser
Die ersten bekannten Rheinbrücken nach Felsberg standen vermutlich auf der Höhe des alten Dorfes. In einem Erblehenbrief von 1481 ist erstmals eine Brücke erwähnt. Laut einem Schiedsgerichts-Dokument von 1506 gab es für verschiedene Standorte verschiedene Zugangsregeln für Brücken oberhalb oder unterhalb des Burghügels (Schulhaus). 1834 war auf Höhe der Kirche eine Brücke von einem Hochwasser mitgerissen worden. Der folgende und 170 Schritte lange Ersatzbau hatte 8 Pfeiler und «schwankte bedenklich». 1866 erhielt Felsberg ein erstes Schulhaus beim Schlosshügel etwas näher beim Neu- als beim Altdorf. Zu Streitigkeiten zwischen dem Neu- und dem Altdorf trug auch der Standort der neu zu bauenden Brücke bei. Sie war eine gedeckte Holzbrücke und wurde 1864 auf fünf Pfahljochen flussabwärts beim Neudorf erstellt. Etwas über zwei Jahre existierten bis zum Abbau der alten Brücke 1867 zwei Brücken. Die neue Holzbrücke wurde 1869 wegen Hochwasserschäden einen Meter angehoben und erhielt aus demselben Grund 1927 linksseitig einen Betonpfeiler. Ab 1935 führte eine Eisenbetonbalkenbrücke mit zwei Stützen über den Rhein. Sie benutzte dabei den einen Betonpfeiler der alten Brücke. Die Fahrbahnbreite dieser Brücke vermochte jedoch mit 4,5 Meter (nebst 1 Meter Trottoir) dem Verkehr Ende der 1970er-Jahre nicht mehr zu genügen und es wurde nun wieder etwas flussaufwärts die heute bestehende Brücke erstellt.
Im Jahr 1847 wurde die Planung der Hochwasserverbauungen am Rhein von Rothenbrunnen bis Felsberg nach den Plänen von Richard La Nicca vereinbart. 1853 folgte die Fortsetzung in Richtung Tardisbrücke. Beim Hochwasser von 1868 wurde der Zufahrtsdamm zur Rheinbrücke von den Wassermassen durchbrochen. Trotzdem war es gleichzeitig eine Bestätigung des richtigen Bausystems durch La Nicca. 1927, 1954 und 1987 waren die grössten Hochwasser des 20. Jahrhunderts. Der Rhein führte bis zu 1800 Kubikmeter Wasser pro Sekunde (bei Normalpegel rund 100 Kubikmeter).
Im Januar 1981 ging die Rosstobel-Lawine nieder. Am 18. Juli 1987 wurde eine Baustellenbrücke vom Hochwasser weggerissen, die beim Ausbau der Autobahn A13 dem Materialtransport diente. Zum Ausbau auf vier Spuren musste der Rhein beim Kirchenhügel Domat/Ems in Richtung der Felsberger Seite abgedrängt werden. Zu diesem Zweck transportierte man abgebautes Material über die Baustellenbrücke auf die Emser Seite. Diese Brücke wurde vom Hochwasser am 18. Juli 1987 weggerissen. Das Flussbett war nach dem Hochwasser etwa 1,5 Meter tiefer.
Am 6. Juli 2001 ereignete sich erneut ein schwerer Felssturz mit rund 250'000 Kubikmetern., der jedoch glimpflich ablief.

## Bevölkerung
| Bevölkerungsentwicklung | Bevölkerungsentwicklung | Bevölkerungsentwicklung | Bevölkerungsentwicklung | Bevölkerungsentwicklung | Bevölkerungsentwicklung | Bevölkerungsentwicklung | Bevölkerungsentwicklung | Bevölkerungsentwicklung |
| ----------------------- | ----------------------- | ----------------------- | ----------------------- | ----------------------- | ----------------------- | ----------------------- | ----------------------- | ----------------------- |
| Jahr                    | 1850                    | 1900                    | 1950                    | 1980                    | 1990                    | 2000                    | 2005                    | 2019                    |
| Einwohner               | 482                     | 467                     | 939                     | 1369                    | 1772                    | 2029                    | 1907                    | 2589                    |

Seit 1850 hat sich die Einwohnerzahl mehr als vervierfacht. Drei Wachstumsphasen zwischen 1850 und 1860, 1910 und 1920 sowie seit 1960 waren dafür verantwortlich. Bei den ersten beiden Wachstumsschüben handelt es sich um regionale Zuwanderung. Für den dritten sind Einwanderung aus dem Ausland und die Lage die Hauptgründe.

### Sprachen
Bereits im Mittelalter wechselte Felsberg von der romanischen zur deutschen Sprache. Daher handelt es sich bei der bündnerromanischen Minderheit um Zuwanderer aus romanischsprachigen Gemeinden und nicht um eine eingesessene Sprachminderheit. Dies belegt auch die Volkszählung von 1910, wo von 625 Einwohnern nur sechzehn Romanisch als Muttersprache angaben. Die Entwicklung belegt folgende Tabelle:
| Sprachen in Felsberg GR |                   |                   |                   |                   |                   |                   |
| Sprachen                | Volkszählung 1980 | Volkszählung 1980 | Volkszählung 1990 | Volkszählung 1990 | Volkszählung 2000 | Volkszählung 2000 |
| Sprachen                | Anzahl            | Anteil            | Anzahl            | Anteil            | Anzahl            | Anteil            |
| Deutsch                 | 1183              | 86,41 %           | 1599              | 90,23 %           | 1859              | 91,62 %           |
| Rätoromanisch           | 86                | 6,28 %            | 71                | 4,01 %            | 60                | 2,96 %            |
| Italienisch             | 59                | 4,31 %            | 22                | 1,24 %            | 20                | 0,99 %            |
| Einwohner               | 1369              | 100 %             | 1772              | 100 %             | 2029              | 100 %             |

Im Jahr 2000 war nach Deutsch und Romanisch Italienisch mit gut 1 % dritthäufigste Hauptsprache.

### Herkunft und Nationalität
Von den Ende 2005 2051 Bewohnern waren 1907 (= 93 %) Schweizer Staatsangehörige.

## Verkehr
Verkehrsmässig ist Felsberg durch den Stadtbus Chur und eine Station der Rhätischen Bahn erschlossen. Der Bahnhof befindet sich auf der anderen Seite der Felsberger-Brücke, auf Emser Boden.

## Ortsbild

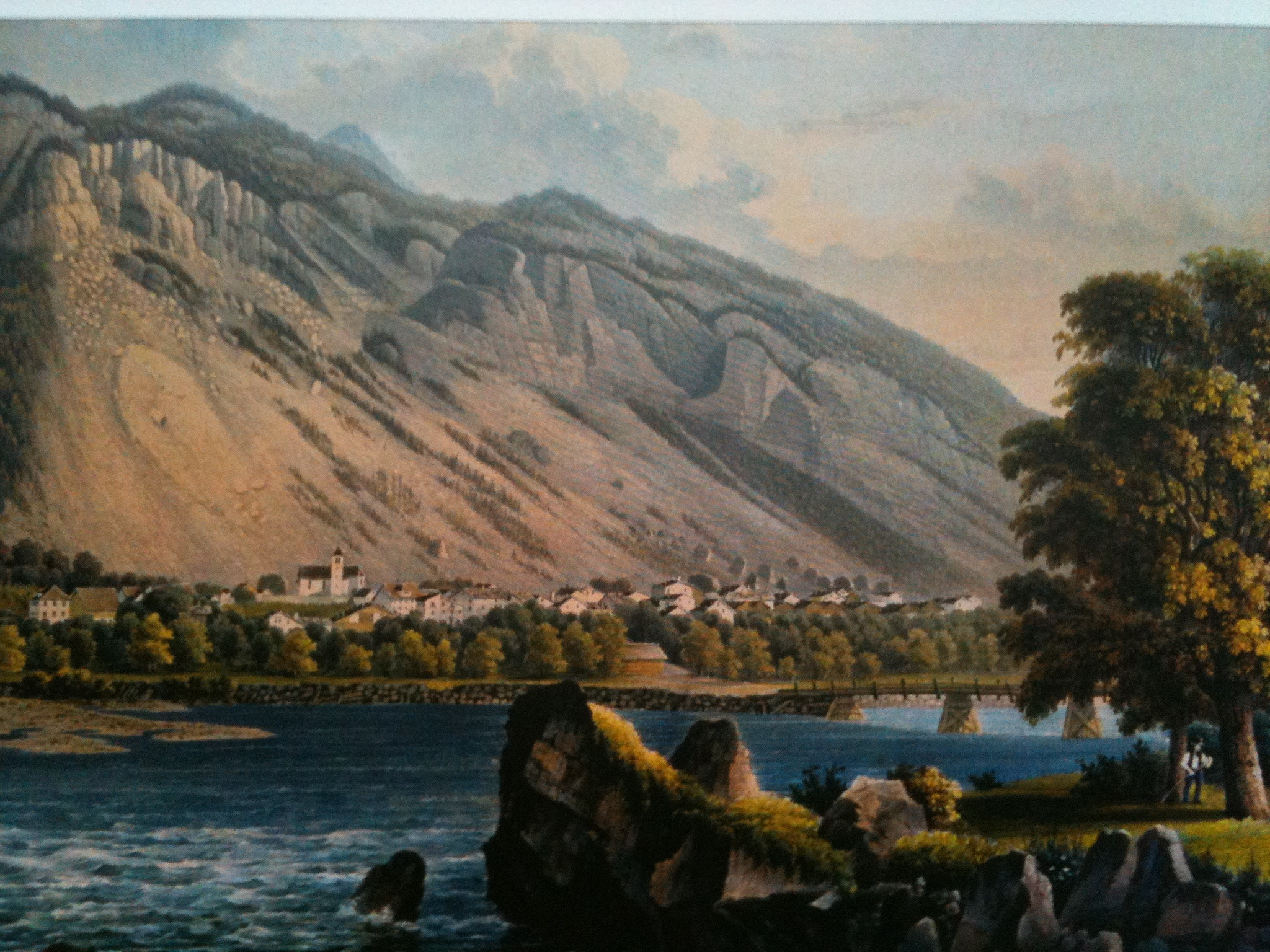
Felsberg um 1843, Aquatinta von Caspar Burkhardt

Im Ort dominieren Einfamilienhäuser. Durch die Ausrichtung nach Süden ergibt sich eine sonnige Lage.

## Sehenswürdigkeiten
- Reformierte Kirche
- Neu-Felsberg[15]
- Zweifamilienhaus, Architekten: Andreas Hagmann, Dieter Jüngling[16]
- Sehenswert sind die Reste vergangener Felsstürze, wie z. B. der Felssturz Grossrüfi, das ehemalige Bergwerk Goldene Sonne und der Kalkofen "Hampfrosa".

## Persönlichkeiten

### Söhne und Töchter des Ortes
- Andrea Nold (1920–2011), Künstler
- Leon Schlumpf (1925–2012), Politiker, Alt-Bundesrat
- Jon Nuotclà (1934–2017), Schriftsteller
- Eveline Widmer-Schlumpf (* 1956), Politikerin, Alt-Bundesrätin

### Am Orte tätig gewesene Persönlichkeiten
- Jakob, Oskar und Albert Metzler, Orgelbauer, 1900–1954 und 1968–1971 hier tätig
- Oscar Peer, rätoromanischer Schriftsteller und Philologe; um 1950 als Primarlehrer in Felsberg tätig.

## Film
- Marianne Manzanell: Leben zwischen Berg und Fluss. Film auf Basis des Heimatbuches, 2019